# Me & My Friends
«Me and My Friends» es una canción de los Red Hot Chili Peppers de su álbum The Uplift Mofo Party Plan, el cual fue lanzado en 1987. Esta canción es la tercera del álbum y fue la segunda y última canción lanzada en sencillo. En la canción, Anthony Kiedis, cantante de la banda, habla de sus amigos, especialmente del guitarrista Hillel Slovak. La banda ha tocado esta canción durante toda su carrera aunque sigan lanzando álbumes, y es una de las más tocadas de la época pre-Blood Sugar Sex Magik.
- Datos: Q2476758